# Jacqueline Woodson
Jacqueline Woodson, née le 12 février 1963  à Columbus (Ohio), est une femme de lettres américaine, autrice de livres pour adultes, adolescents et enfants. Elle remporte entre autres le National Book Award, le prix commémoratif Astrid-Lindgren, le Prix Hans-Christian-Andersen, ainsi que le prix Coretta Scott King à deux reprises et le Newbery Honor à quatre reprises.

## Biographie

### Enfance et formation
Jacqueline Woodson naît dans l'Ohio, à Colombus.
L'arbre généalogique de la famille Woodson remonte à Sally Hemings, la maîtresse esclave de Thomas Jefferson.
Son père est originaire de l'Ohio et sa mère de Greenville, en Caroline du Sud, où ses grands-parents maternels vivent encore à sa naissance. Sa grand-mère maternelle est Témoin de Jéhovah et son oncle musulman,.
Jacqueline Woodson vit près de Nelsonville à sa naissance. Lorsque ses parents se séparent très peu de temps après, elle déménage avec sa mère et ses frères et sœurs en Caroline du Sud pour vivre avec ses grands-parents, où son père refusait d'élire domicile en raison de l'ancrage du racisme antinoir.
Elle passe une grande partie de son enfance à Greenville. Sa mère repart seule un temps dans le Nord. Pendant ce temps, Jacqueline Woodson doit adopter la religion de sa grand-mère maternelle, qui est Témoin de Jéhovah.
Sa mère finit par trouver un endroit où ramener ses enfants. De 1968 à 1973, l'autrice partage son temps entre la Caroline du Sud et Brooklyn, jusqu'à ce que sa grand-mère s'installe dans le quartier Bushwick de Brooklyn. A l'adolescence, elle part donc définitivement vivre à Brooklyn.
Elle intègre ensuite l’université d'Adelphi en tant qu'étudiante en anglais dans le but de devenir enseignante. Elle en sort diplômée,.

### Carrière
Jacqueline Woodson commence à envisager de devenir écrivain en cinquième. Les romans de Toni Morrison, Louise Meriwether et Rosa Guy l'inspirent car elle y découvre des personnages qui lui ressemblent ou ressemblent aux gens qu'elle connait.
A l'université, elle considère l'écriture comme un passe-temps et, dès sa première année, commence à écrire Last Summer avec Maizon (1990). Mais elle laisse de côté le manuscrit et, après avoir obtenu son diplôme, elle occupe divers emplois. Elle commence à travailler pour Kirchoff/Wohlberg, une entreprise d'emballages pour enfants. Elle devient aussi dramathérapeute pour les adolescents sans abri et en fuite à New York. Elle écrit enfin des nouvelles pour les tests de compréhension en lecture des enfants.
C'est en aidant à rédiger les tests de lecture standardisés de Californie qu'elle attire l'attention de Liza Pulitzer-Voges, agente de livres pour enfants dans la même entreprise. Bien que le partenariat ne fonctionne pas, il permet à Jacqueline Woodson de ressortir son manuscrit. Celle-ci s'inscrit au cours d'écriture de livres pour enfants de Bunny Gable à la New School, où Bebe Willoughby, éditrice chez Delacorte, entend une lecture de Last Summer avec Maizon et demande à consulter le manuscrit. Delacorte achète le manuscrit, mais Bebe Willoughby quitte l'entreprise avant de l'éditer. Wendy Lamb prend le relais et le publie.
Jacqueline Woodson publie cinq livres pour enfants puis, en 1995, publie son premier roman pour adultes : Autobiography of a Family Photo,. Charlotte Sheedy, qui négocie l'accord, devient l'agente de l'auteure pour ses livres pour adultes et pour enfants. En février 1996, Charlotte Sheedy négocie un accord sans précédent : sans aucun manuscrit, Jacqueline Woodson signe un contrat avec Putnam, pour quatre romans pour jeunes adultes et un livre d'images pour enfants.
Elle obtient le titre d'honneur des auteurs du Coretta Scott King award en 2004, puis en 2013. En 2006, elle est récompensée pour sa contribution à la lecture des jeunes adultes avec le prix Margaret A. Edwards.
En 2014, elle remporte le National Book Award, dans la catégorie littérature jeunesse, pour ses mémoires en vers, Brown Girl Dreaming,. Elle remporte aussi le Coretta Scott King Book Awards 2015 ainsi que le prix Newbery Honor,. Elle y raconte son enfance dans l'Ohio, en Caroline du Sud et à Brooklyn, et évoque aussi bien sa famille et ses amis que les luttes sociétales des personnes noires,.
En 2015, elle est nommée « poète lauréate des jeunes » par la Poetry Foundation. A ce titre, elle conseille pendant deux ans la Poetry Foundation et s'engage dans des projets conçus pour inculquer aux enfants « un amour permanent de la poésie ». Le titre de poète lauréat est assorti d'une récompense de 25 000 $,. Elle est également récipiendaire de la médaille Langston Hughes du City College de New York.
En 2016, elle est finaliste du National Book Award, dans la catégorie fiction, pour Un autre Brooklyn, son second roman destiné aux adultes,. Il raconte l'histoire d'un trio de filles passant à l'âge adulte.
En 2018, elle reçoit une récompense internationale : le prix commémoratif Astrid-Lindgren,,. Le prix est considéré par Los Angeles Times comme « le plus grand prix au monde pour la littérature jeunesse ». Il est accompagné d'une somme de près de 608 000 $ financée par le gouvernement suédois. Jacqueline Woodson devient ainsi la quatrième autrice américaine à remporter le prix Lindgren, après Maurice Sendak, Katherine Paterson et Meg Rosoff. Elle est également nommée ambassadrice nationale pour la littérature jeunesse pour l'année 2018-2019 par la Bibliothèque du Congrès,,.
En 2020, elle est lauréate d'un autre prix international, considéré comme le « Prix Nobel de littérature pour la jeunesse », le Prix Hans-Christian-Andersen, dans la catégorie Auteur, prix international danois, dont elle avait été finaliste en 2016. La lauréate utilise le demi-million de dollars gagné pour aider à lancer Baldwin for the Arts (basé sur le nom de James Baldwin), une organisation qui accordera des bourses à des artistes de couleur émergents, dans une vieille ferme à Brewster, dans l'État de New York. Elle est propriétaire de la ferme et prévoit de rénover les dépendances, où les artistes séjourneront et travailleront sur leur art. Cette année-là, elle obtient également la bourse de la Mac Arthur Foundation.
En 2021, elle sort son troisième roman pour adultes : De feu et d'or (2019). On y rencontre cinq membres d'une famille noire s'étendant sur trois générations. L'histoire évoque notamment le massacre racial de Tulsa et les attentats du 11 septembre 2001.
Parallèlement à ses activités d'écriture, Jacqueline Woodson donne fréquemment des conférences dans des universités américaines et devient un temps membre de la faculté fondatrice du MFA en écriture pour enfants et jeunes adultes du Vermont College.

#### Livres pour enfants et adolescents
Le secret (1994), destiné aux pré-adolescents, remporte le Coretta Scott King award.
Mon bel amour... (1998), destiné aux pré-adolescents, raconte une histoire tragique.
Dans Miracle's Boys (2000), destiné aux adolescents, elle raconte la vie de trois jeunes frères qui font le deuil de leur mère et se retrouvent. Ils luttent pour survivre sans parent dans un contexte de pauvreté et d'incarcération. Le livre remporte le Coretta Scott King award en 2001 et le prix Los Angeles Times Book,. Il est adapté à la télévision en 2005.
Dans The Other Side (2001), album jeunesse illustré par Earl B. Lewis, une fille blanche et une fille noire font fi des normes sociales pour devenir amies,. L'album est traduit en 2024 en français sous le titre L'Autre côté.
Dans Coming on Home Soon (2004), destiné aux enfants, l'histoire se déroule à Chicago pendant la Seconde Guerre mondiale.
Behind you (2004), destiné aux adolescents, fait partie de la liste des meilleurs livres pour jeunes adultes 2005 de l'American Library Association.
Dans Show Way (2005), destiné aux enfants, elle raconte l'histoire d'une courtepointe transmise de génération en génération par des ancêtres esclaves qui ont cousu sur la couverture le chemin vers la liberté. Elle s'inspire de l'histoire de sa propre famille,.
Dans Locomotion (2010), destiné aux adolescents, elle raconte l'histoire d'un garçon qui a perdu sa famille dans un incendie mais qui découvre sa capacité à écrire de la poésie,.
Dans Hush (2010), destiné aux adolescents, elle raconte l'histoire de sœurs participant à un programme de protection des témoins. Une famille doit en effet quitter son domicile de Denver et changer de nom après que le père a témoigné contre deux collègues policiers blancs qui ont tiré et tué un adolescent afro-américain innocent.
Dans The Notebooks of Melanin Sun (2010), destiné aux adolescents, elle raconte l'histoire d'un garçon afro-américain dont la mère tombe amoureuse d'une femme blanche.
Dans Beneath a Meth Moon (2012), lauréat du prix de la meilleure fiction pour jeunes adultes de l'American Library Association, elle écrit sur la dépendance d'un adolescent et les retombées de l'ouragan Katrina.
Dans Each Kindness (2012), destiné aux enfants, elle traite le thème de la lutte contre le harcèlement scolaire.
Dans Harbor Me (2018), destiné aux adolescents, elle se base sur des enregistrements de conversations hebdomadaires entre six camarades de classe issus de divers milieux sociaux sur des sujets comme le profilage racial, la déportation et les parents incarcérés.
Dans Before the Ever After (2020), destiné aux adolescents, qui remporte le Coretta Scott King award 2021, elle raconte en vers la façon dont une famille avance lorsque ses jours de gloire sont passés et les effets du sport professionnel sur le corps noir.

#### Engagements
Jacqueline Woodson est considérée comme une autrice promouvant dans ses livres la résilience des jeunes et la diversité,. Mac Arthur Foundation, dont elle a obtenu la bourse, écrit ainsi : « Dans près de trente publications comprenant des livres d'images, des romans pour jeunes adultes et de la poésie, Woodson crée des histoires sur les enfants, les adolescents et les familles noirs qui évoquent l'espoir et le pouvoir des liens humains, même s'ils abordent des questions difficiles telles que l'histoire de l'esclavage et de la ségrégation, l'incarcération, les relations interraciales, la classe sociale, le genre et l'identité sexuelle »,. Ainsi, certains des personnages principaux de ses livres sont gays.
« Avec chaque livre, Woodson a pris un risque – affronter les problèmes de race, de classe sociale, de grossesse chez les adolescentes et de relations interraciales et homosexuelles – et ses personnages sympathiques rendent les grandes questions plus accessibles aux adolescents. » précise Publishers Weekly. Malgré la gravité des problèmes sociétaux qu'elle explore, elle véhicule l'espoir à travers des personnages forts qui finissent par vaincre. Néanmoins, son travail a été contesté dans certaines écoles et bibliothèques en raison de ses représentations franches de la sexualité et des relations interraciales.
En 1995, à 32 ans, après avoir édité son septième livre, elle écrit un essai, publié dans The Horn Book Magazine, sur l'invisibilité des personnes noires dans la littérature et notamment dans l'édition de livres pour enfants. Elle contribue ainsi au développement de la littérature jeunesse et la littérature noire : « Lorsqu’elle a commencé à publier des livres, l’industrie était considérablement plus blanche, depuis les personnes qui réalisaient les livres jusqu’aux personnages qu’ils contenaient. Beaucoup attribuent à Woodson elle-même le mérite d’avoir contribué à changer cela, au moins progressivement. » explique le New York Times. C'est en considérant qu'elle ne voit pas assez d'enfants noirs dans les livres jeunesse qu'elle décide d'écrire les siens en promouvant la diversité.

### Vie privée
Jacqueline Woodson est lesbienne. En 2016, à 53 ans, elle vit à Brooklyn, dans l'État de New York, avec sa partenaire Juliet Widoff, Toshi, sa fille de 14 ans, et Jackson-Leroi, son fils de 8 ans,. Sa famille est décrite comme étant « multiraciale ».
Sa mère meurt durant l'été 2009. À sa mort, l'immeuble de Brooklyn que cette dernière avait acheté à l'époque, et dans lequel l'autrice a passé une partie de son enfance, est saisi. Elle prend la décision de le racheter afin de le rénover et de le louer.

## Œuvres

### Littérature adulte
- Autobiography of a Family Photo, 1995
- Un autre Brooklyn (Another Brooklyn, 2016), Stock, La Cosmopolite, 2018  (ISBN 2234083273)
- De feu et d'or (Red at the Bone, 2019), Stock, La Cosmopolite, 2021  (ISBN 9782234089495)

### Littérature jeunesse
- From the Notebooks of Melanin Sun (1995)
- Le Secret (I hadn't meant to tell you this), trad. de l'américain par Claudine Wellhoff, Pocket, 1996
- We Had a Picnic This Sunday Past (1997)
- Miracle's Boys (2000)
- The Other Side, illustrations de Earl B. Lewis (2001)
  - L'autre côté[23], traduction de Christiane Duchesne, éd. D'Eux, 2024
- Visiting Day (2002)
- Mon bel amour... (If You Come Softly, 1998), Hachette Roman, 2004 (ISBN 9782013221306)
- Coming on Home Soon (2004)
- Behind you (2004)
- Show Way (2005)
- After Tupac et D Foster (2008)
- Locomotion (2010)
- Hush (2010)
- The Notebooks of Melanin Sun (2010)
- Le garçon qui n'était pas noir (Feathers), traduit de l'anglais par Agnès Piganiol, Bayard jeunesse, 2011
- Beneath a Meth Moon (2012)
- Each Kindness (2012)
- This Is the Rope (2013)
- Harbor Me (2018)
- Un jour, tu découvriras… (The Day You Begin, 2018), Scholastic, 2019  (ISBN 1443176419)
- Before the Ever After (2020)

## Prix et distinctions
- Lambda Literary Award for Lesbian Fiction 1995 pour Autobiography of a Family Photo
- « Honor Book » de la Médaille Newbery 2006[28] pour Show Way, illustré par Hudson Talbott
- (international) « Honour List » 2006[29] de l'IBBY pour Locomotion
- « Honor Book » de la Médaille Newbery 2008[28] pour Feathers (Le garçon qui n'était pas noir)
- « Honor Book » de la Médaille Newbery 2009[28] pour After Tupac and D Foster
- Los Angeles Times Book Prize en littérature pour la jeunesse 2000 pour Miracle's Boys
- National Book Award en littérature de jeunesse 2014 pour Brown Girl Dreaming[10]
- « Honor Book » de la Médaille Newbery 2015[28] pour Brown Girl Dreaming
- Finaliste du Prix Hans-Christian-Andersen, dans la catégorie Auteur[17] 2016
- (international) « Honour List » 2016[30] de l'IBBY pour  Brown Girl Dreaming
- Prix commémoratif Astrid-Lindgren 2018[16]
- Prix Hans-Christian-Andersen, dans la catégorie Auteur, en 2020[19]
- (international) « Honour List » 2020[31] de l'IBBY pour The Day You Begin